# Villebon
Villebon is een gemeente in het Franse departement Eure-et-Loir (regio Centre-Val de Loire) en telt 76 inwoners (2009). De plaats maakt deel uit van het arrondissement Chartres.

## Geografie
De oppervlakte van Villebon bedraagt 2,1 km², de bevolkingsdichtheid is dus 36,2 inwoners per km².
De onderstaande kaart toont de ligging van Villebon met de belangrijkste infrastructuur en aangrenzende gemeenten.

## Demografie
Onderstaande figuur toont het verloop van het inwonertal (bron: INSEE-tellingen).

1. ↑  Populations de référence 2022.